# Lasse Bøchman
Lasse Bøchman, (Næstved, 13 juni 1983, Denemarken), is een Deens voormalig wielrenner.

## Belangrijkste overwinningen
2010
- Eindklassement Flèche du Sud

2011
- 3e etappe Flèche du Sud
- Eindklassement Flèche du Sud
- Deens kampioen ploegentijdrit, Elite (met Christopher Juul-Jensen, Daniel Foder Holm, Jimmi Sørensen, Michael Valgren Andersen en Troels Rønning Vinther)

Arvesen ·
Bak ·
Blaudzun · 
Bøchman ·
Breschel ·
Cancellara     ·
Cuesta ·
Goss ·
Haedo ·
Hoestov ·
Johansen (tot 30/04) ·
Julich ·
Klostergaard ·
Kolobnev ·
Kroon ·
Larsson ·
Ljungqvist ·
Lund ·
McCartney ·
McGee · 
O'Grady ·
Sastre ·
A. Schleck ·
F. Schleck ·
C. A. Sørensen ·
N. Sørensen · 
Steensen ·
Van Goolen ·
Voigt ·
Bellis (stagiair) ·
Didier (stagiair) · 
Fuglsang (stagiair)
Arvesen ·
Bak ·
Bellis · 
Bøchman ·
Breschel ·
Cancellara     ·
Fuglsang ·
Goss ·
Haedo ·
Høj ·
Klemme ·
Klostergaard ·
Kolobnev ·
Kroon ·
Larsson ·
Ljungqvist ·
Lund ·
McCartney ·
Mørkøv · 
O'Grady ·
Rasmussen ·
A. Schleck ·
F. Schleck ·
C. A. Sørensen ·
N. Sørensen · 
Steensen ·
Van Goolen ·
Voigt